# UAZ-452
L'UAZ-452 est une camionnette tout-terrain produite depuis 1965 par le constructeur automobile russe UAZ, basé à Oulianovsk. Il a le même moteur que le fourgon-camionnette RAF-977 (РАФ-977, surnommé « Latvija », Латвия). 
Ces deux modèles constituent la version soviétique du fourgon-camionnette Volkswagen Type 2, l'UAZ-452 étant toutefois plus proche du VW Type 2 que le RAF-977. 
À partir de 1985 le véhicule est modernisé, chaque modèle change alors de nom.

## Description
En 1962, UAZ commence à développer un nouveau véhicule (basé sur le RAF-977). Quelques mois plus tard, des ingénieurs sont envoyés en Grande-Bretagne pour importer cinq camionnettes Commer FC en Union soviétique, afin que leur conception soit basée sur cette nouvelle camionnette. Les fourgonnettes Commer sont alors étudiées par les travailleurs d'UAZ dans le but de fabriquer un nouveau véhicule sur cette base.
Le premier prototype fonctionnel est fabriqué en 1963, basé sur le châssis du fourgon Commer FC, avec une carrosserie légèrement différente. En 1965, le fourgon commence à être produit en série. Il partagera son châssis avec le fourgon RAF-977. Le véhicule devient rapidement populaire, comme en témoigne l'augmentation des ventes. En 1975, une version camionnette commence à être produite. Les ventes à l'exportation commencent ensuite en 1982.
Du fait de sa forme, le véhicule est surnommé « Bukhanka » (« Буханка »), soit « miche de pain » en russe.

## Modèles

### De 1965 à 1985
- UAZ-452 – Fourgon d'origine avec porte latérale.

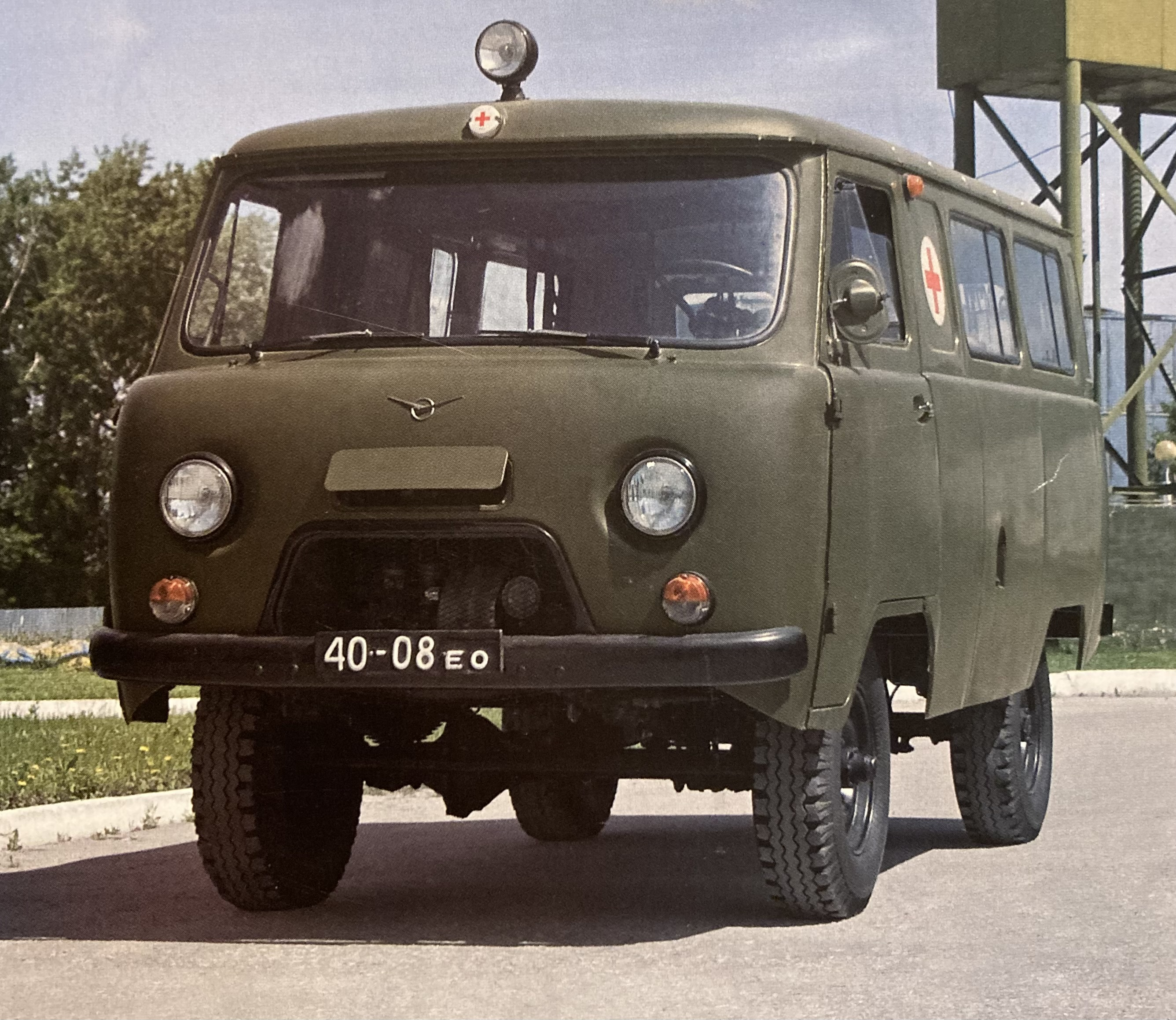
« Sanitarka » (en cyrillique « санитарка ») ou l'ambulance tout-terrain, produite jusqu'en 1985.

- UAZ-452A – Véhicule sanitaire « санитарка » (Sanitarka), surnommé « таблетка » (tabletka) pour sa ressemblance avec un comprimé médical. Une des seules ambulances capable d'atteindre certaines zones éloignées des routes[5]. Produit entre 1968 et 1985.
  - UAZ-452AS – Ambulance pour le grand nord. Chauffage amélioré, double vitrage, isolation renforcée du sol, plafond et parois. Conçu pour supporter −60 °C.
- UAZ-452AE – Pour l'installation de divers équipements à l'arrière.
- UAZ-452V – Minibus, 10 places assises.
- UAZ-452D – Pour les marchandises, cabine deux places et corps bois.
- UAZ-452DG – Fourgon à marchandises 3 essieux, pouvant supporter 2 tonnes. Modèle expérimental seulement.
- UAZ-452G – Véhicule sanitaire produit à partir de 1971, pouvant accueillir plus de passagers que le 452A.
- UAZ-452K – Véhicule 16 places assises (6×4) 3 essieux ; expérimental (1973).
- UAZ-452P – Tracteur

### à partir de 1985
Modèles actuels :
- UAZ-2206 – Minibus, 6 à 11 places.
- UAZ-3303 (ru) (équivalent UAZ-452D) Golovastik – pick-up cabine deux personnes, plateau de chargement arrière (pouvant être bâché).
- UAZ-3741 – Fourgon à marchandise sans fenêtres arrière.
- UAZ-3909 – « фермер » (fermier), fourgon pour marchandises et passagers (partiellement vitré).
  - UAZ-3909i – Ambulance militaire
- UAZ-3962 – « Tabletka »" (comprimé), véhicule sanitaire ambulance.
- UAZ-39094 – Similaire à 3303 mais avec une cabine doublée, soit 4 à 5 places assises.

## Galerie d'images

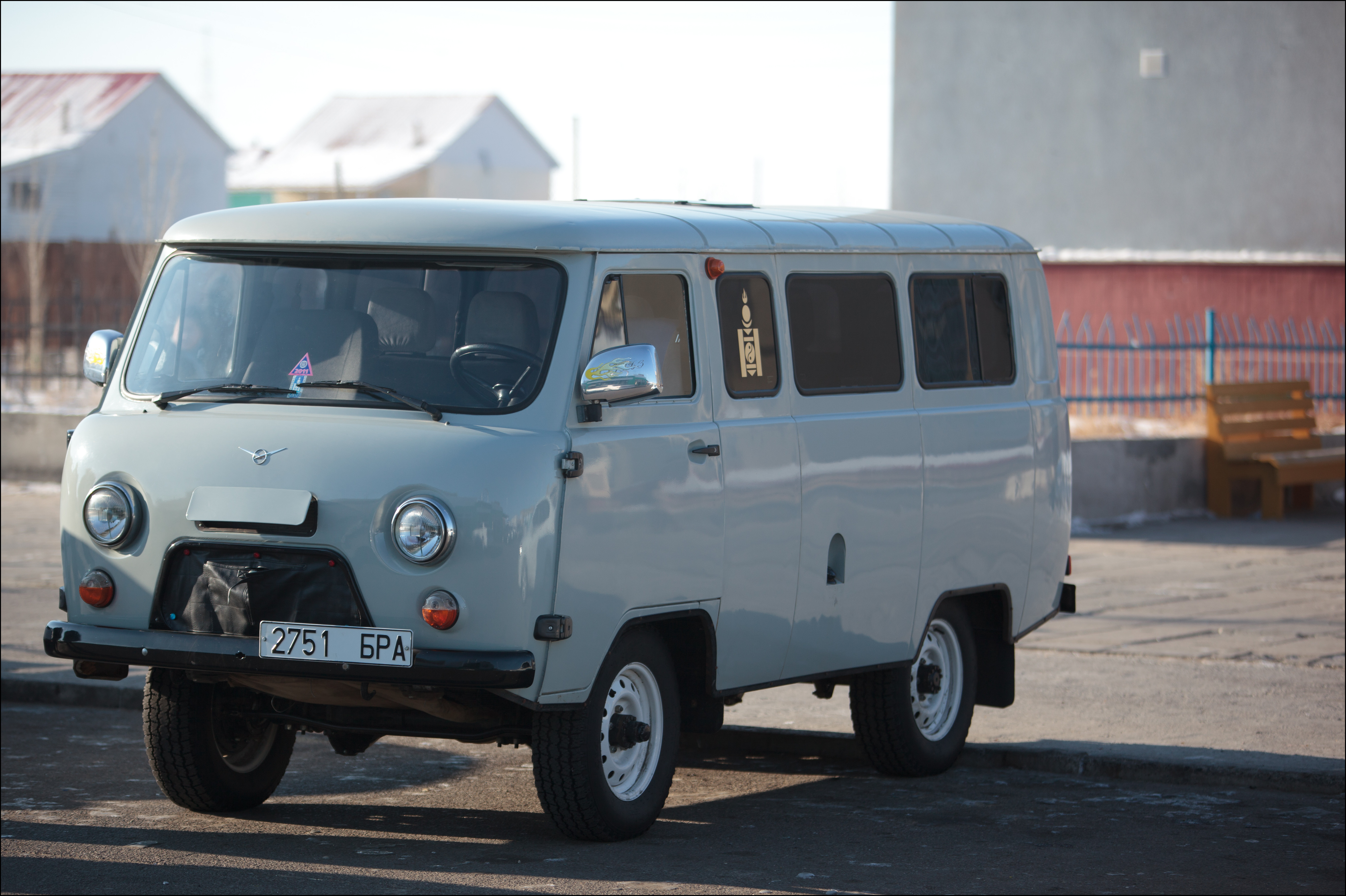
UAZ-2206
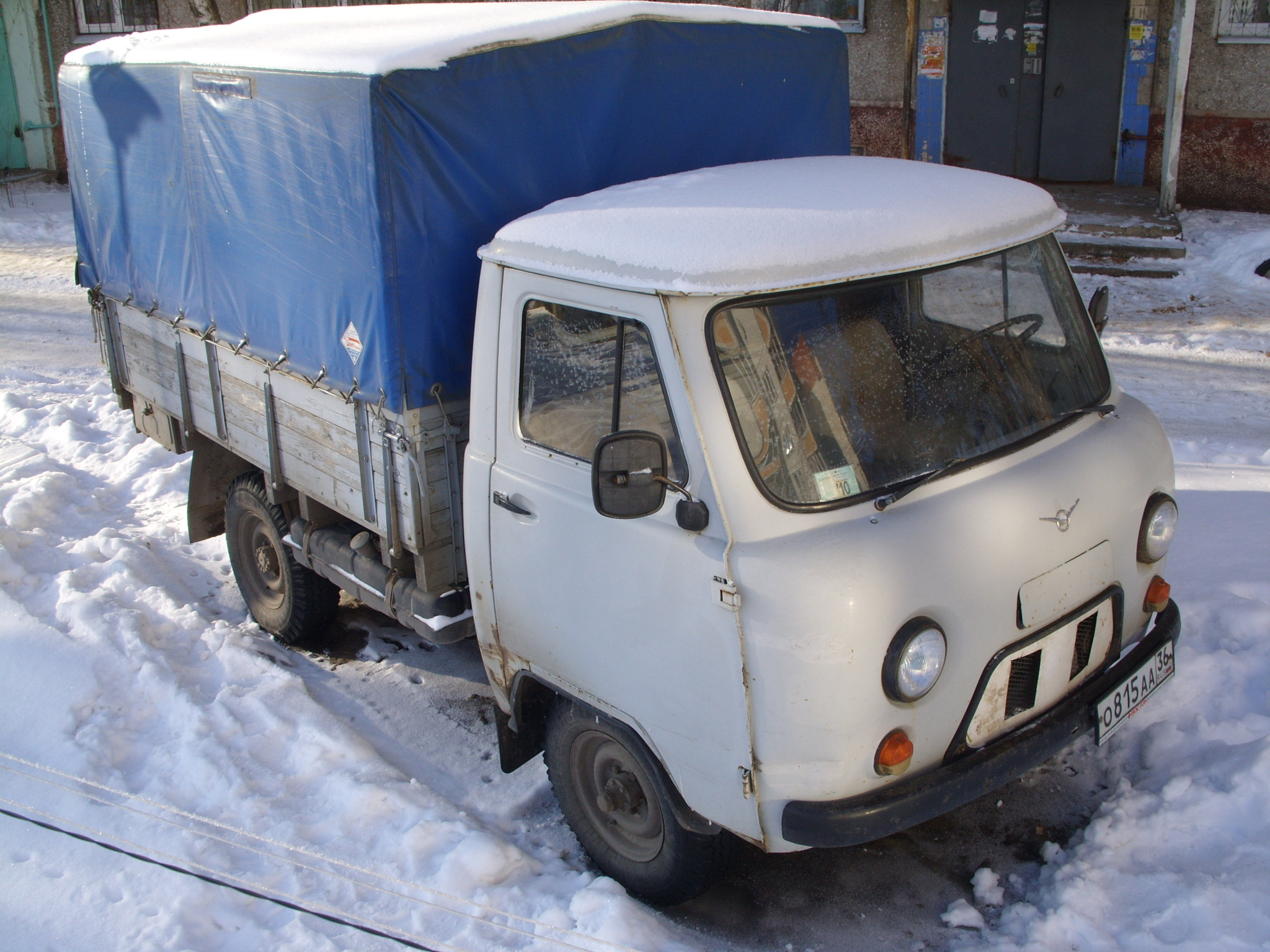
UAZ-3303
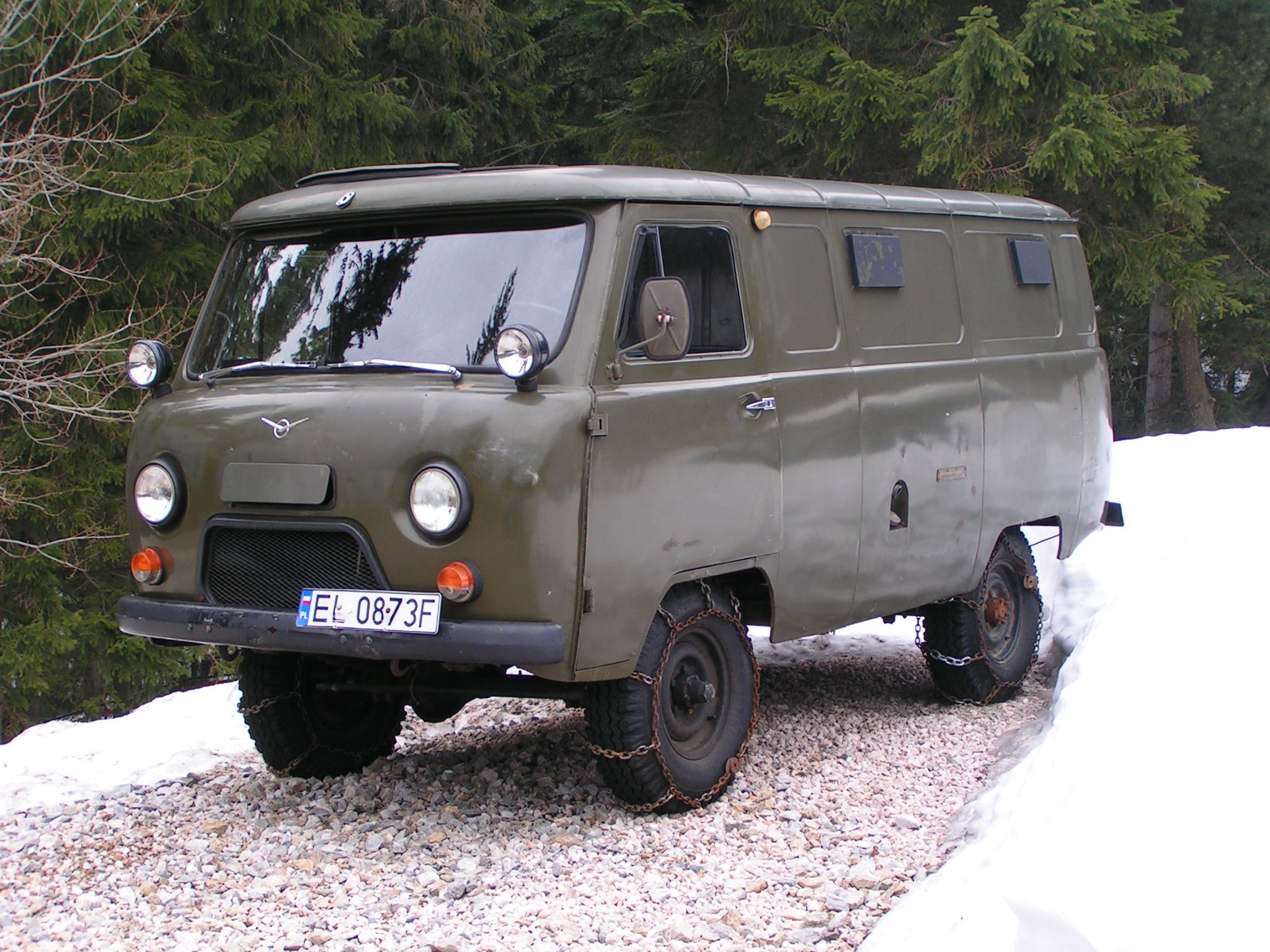
UAZ-3741
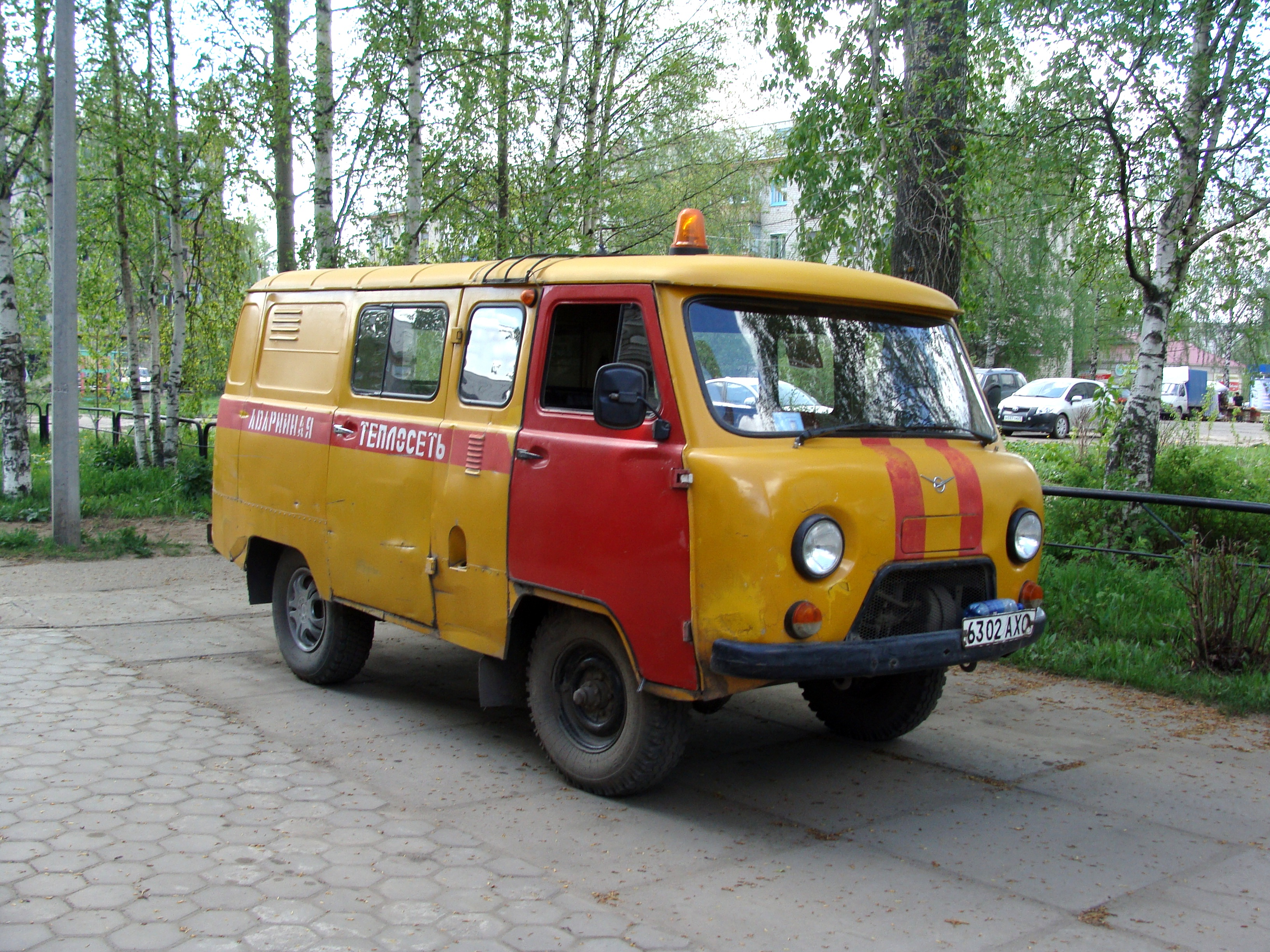
UAZ-3909 Emergency Gas Service (en)
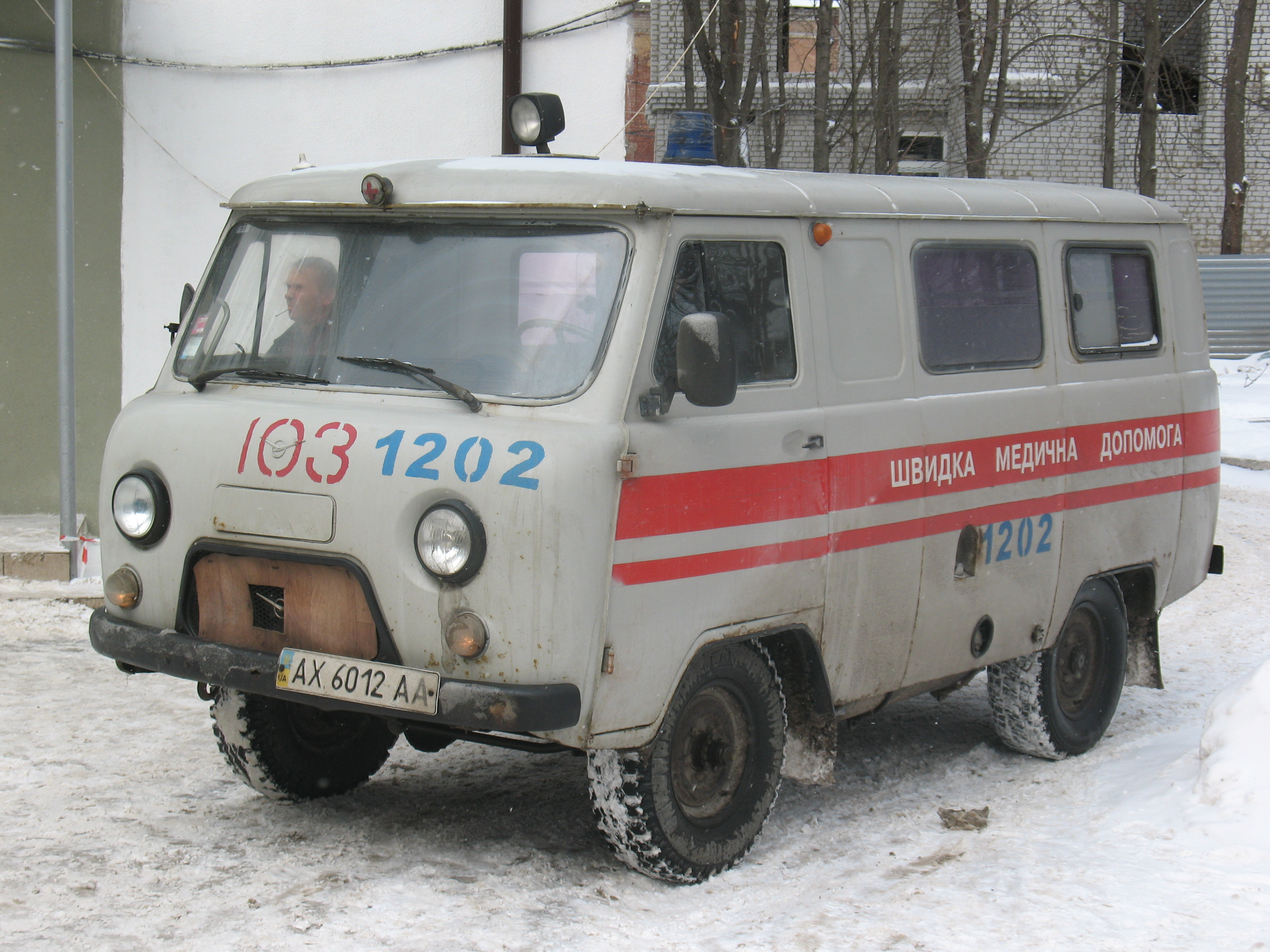
UAZ-3962
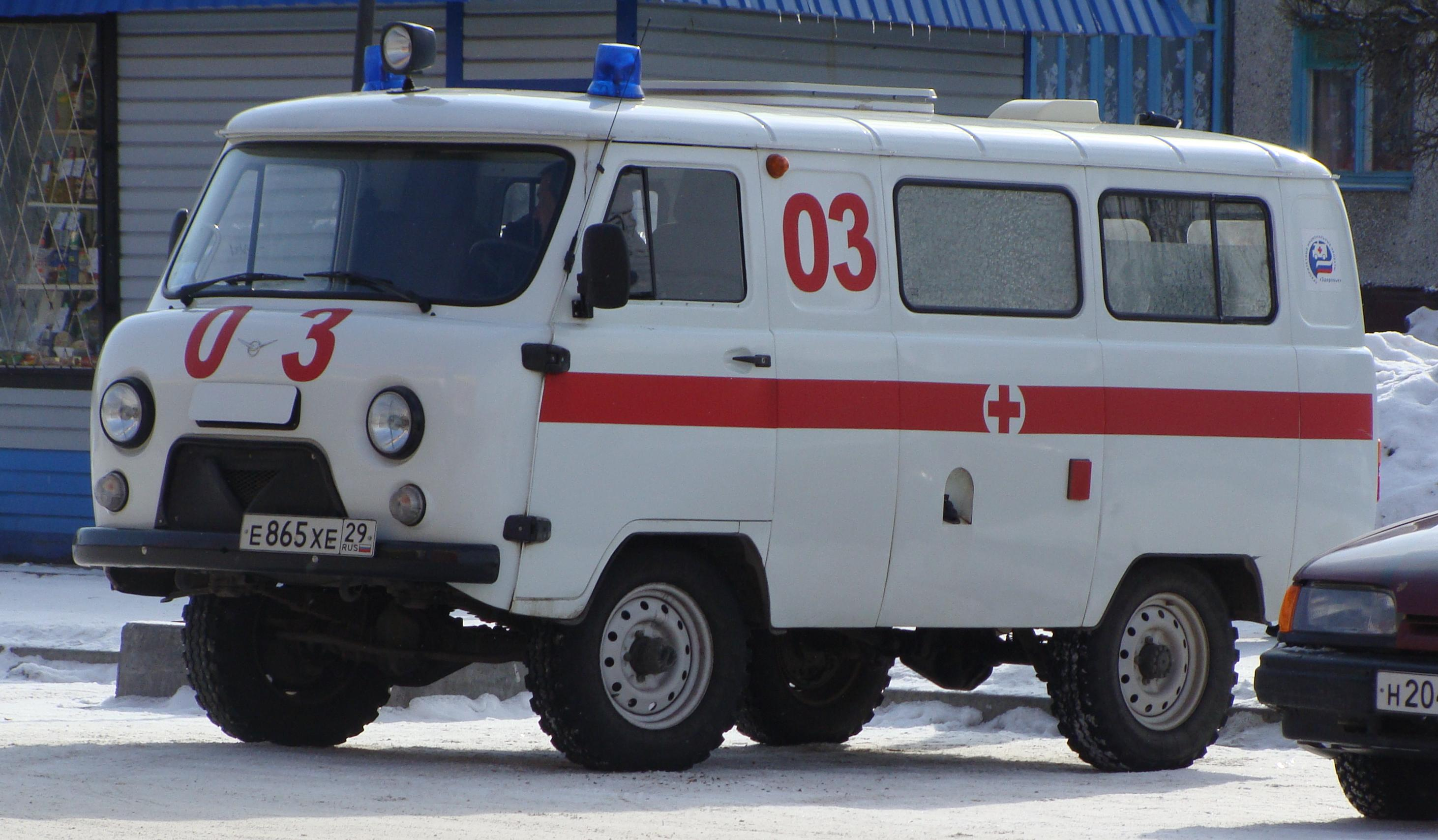
« Sanitarka » UAZ-3962 4x4 est souvent utilisé comme ambulance dans les zones rurales
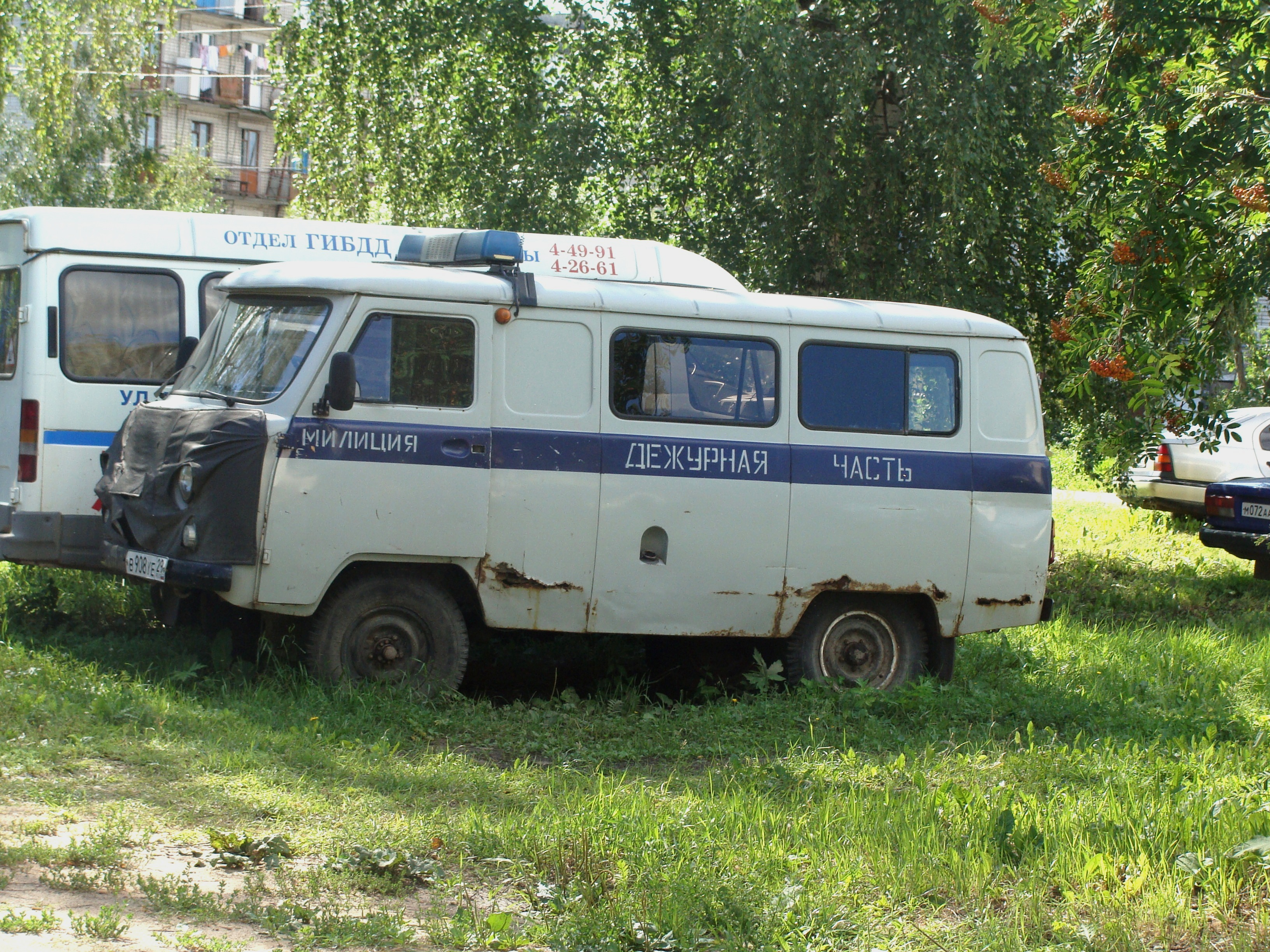
UAZ-39625
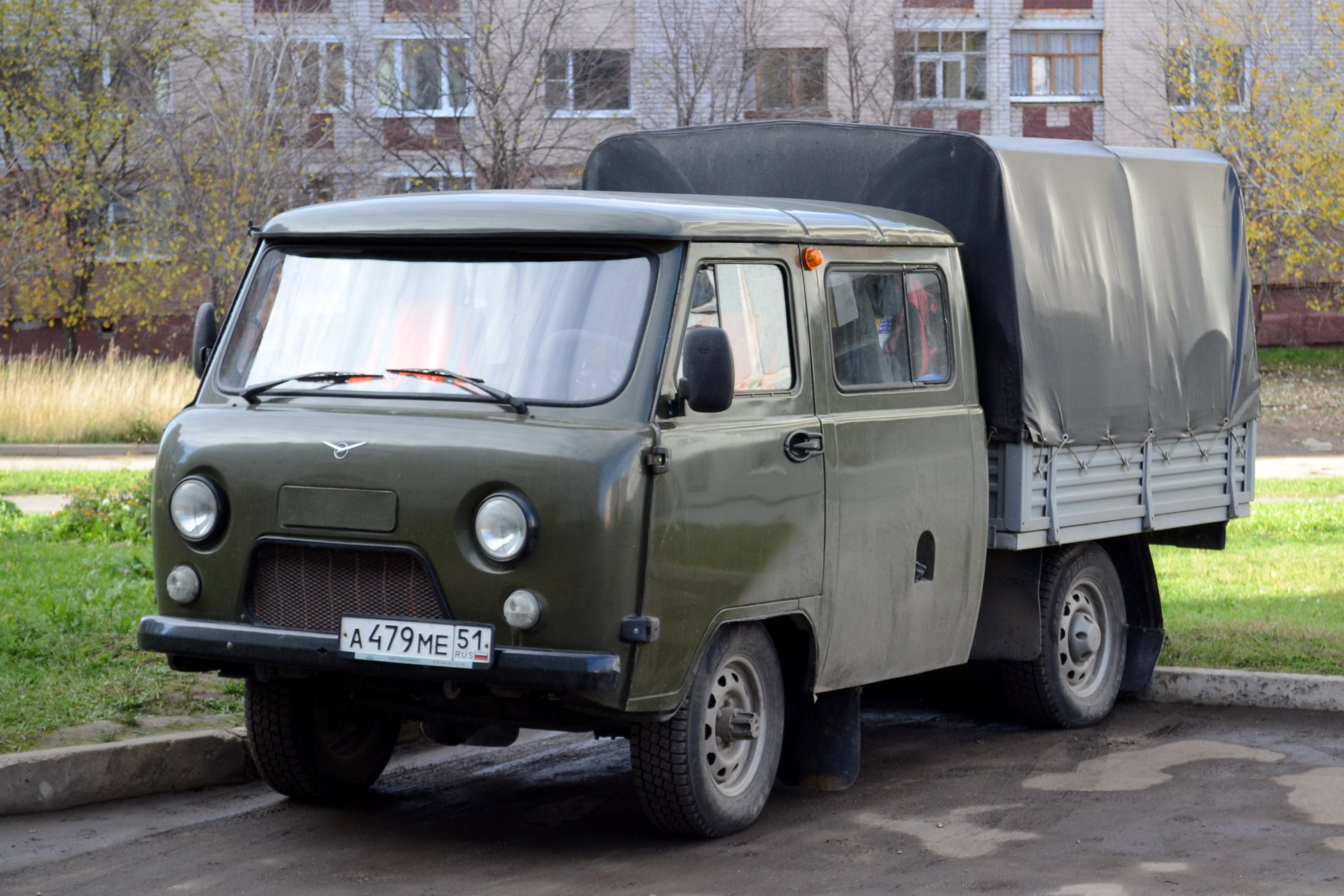
UAZ-39094
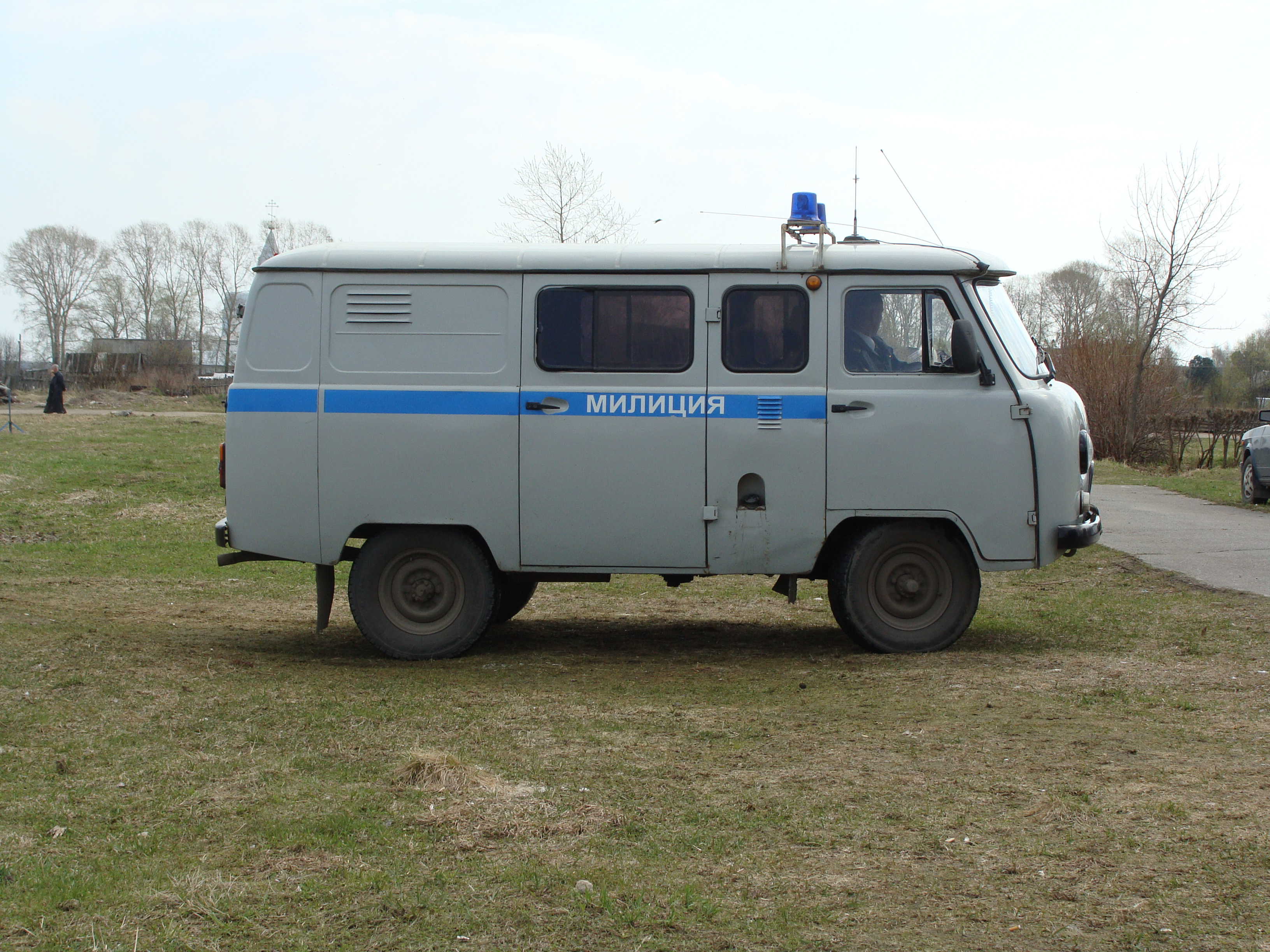